# Niedźwiedzia Przełęcz
Niedźwiedzia Przełęcz (słow. Sedlo pod Velickou kopou, Medvedie sedlo) – szeroka przełęcz położona w słowackich Tatrach Wysokich, w masywie Granatów Wielickich, w bocznej grani odchodzącej na południowy zachód od Staroleśnego Szczytu. Przełęcz należy do grupy Granackich Turni (wyższej z dwóch części Granatów Wielickich) i oddziela Wielicką Kopę od Zadniej Niedźwiedziej Czuby – najbardziej na północ wysuniętą z Niedźwiedzich Czub. Przełęcz położona jest tuż poniżej tej ostatniej turni.
Jest to płytka, trawiasto-piarżysta przełęcz. Wejście na nią z Doliny Sławkowskiej i Doliny Wielickiej nie stwarza wielu trudności, lecz dostępne jest jedynie dla taterników. Przełęcz umożliwia dogodne wejście obiekty w masywie Granatów Wielickich. Stoki wschodnie i południowo-wschodnie opadają z niej do Niedźwiedziego Żlebu, położonego między dolinami Wielicką i Sławkowską.
Nazwy Niedźwiedziej Przełęczy, Niedźwiedzich Czub i Niedźwiedziego Żlebu związane są z tym, że okolice te bywają odwiedzane przez niedźwiedzie.
Pierwsze wejścia turystyczne:
- letnie – myśliwi, najpóźniej w XIX wieku,
- zimowe – Zygmunt Klemensiewicz i Jerzy Maślanka, 6 kwietnia 1909 r.[1]